# Tanjung Mas (Buay Madang Timur)
Tanjung Mas is een bestuurslaag in het regentschap Ogan Komering Ulu van de provincie Zuid-Sumatra, Indonesië. Tanjung Mas telt 6947 inwoners (volkstelling 2010).